# نوفو هوريزونتي دو نورتي
نوفو هوريزونتي دو نورتي بلدية في ولاية ماتو جروسو في المنطقة الوسطى الغربية من البرازيل.